# Back to the Night
Back to the Night è il secondo album in studio della cantautrice britannica Joan Armatrading, pubblicato nel 1975.

## Tracce
Side 1
1. No Love For Free – 3:28
2. Travel So Far – 3:07
3. Steppin' Out – 4:03
4. Dry Land – 4:19
5. Cool Blue Stole My Heart – 5:32

Side 2
1. Get in Touch With Jesus – 3:39
2. Body To Dust – 4:19
3. Back to the Night – 4:02
4. So Good – 3:26
5. Let's Go Dancing – 2:03
6. Come When You Need Me – 3:44